# Villa Pojana
Villa Pojana è una villa veneta situata a Pojana Maggiore (Provincia di Vicenza), progettata da Andrea Palladio nel 1549 per la famiglia Pojana. È dal 1996 nella lista dei patrimoni dell'umanità dell'UNESCO, assieme alle altre ville palladiane del Veneto.

## Storia
Di antichissima nobiltà, i Pojana fin dal Medioevo furono veri signori del luogo e successivamente vennero infeudati dalla Serenissima del territorio di Pojana cum omnibus juribus et juridictionibus ad castellarium spectantibus ("con tutti i diritti e le giurisdizioni spettanti al castellano").
L'edificio è specchio della committenza di origine militare, legata all'arte della guerra, anche se in parte convertitasi all'attività agricola, tanto che il "cavalier" Bonifacio Pojana richiese al Palladio una villa che nella sua composta eleganza rievocasse la sobrietà e l'austerità della vita militare. Anche negli interni si riprendono tematiche legate all'arte della guerra attraverso le decorazioni. Per altro, nell'area di fronte alla zona dove sorgerà la villa esisteva già una corte quattrocentesca dominata da una torre medioevale, dove campeggia ancora l'insegna familiare.
Il cantiere è sicuramente attivo durante il settembre 1553 e risulta concluso nel 1555, compresa la decorazione plastica, eseguita per mano dei pittori Bernardino India e Anselmo Canera e dello scultore Bartolomeo Ridolfi. Sia nei Quattro libri dell'architettura (1570) sia nei disegni autografi palladiani conservati a Londra, la villa viene sempre trattata come parte di un globale progetto di riorganizzazione e regolarizzazione dell'area attorno ad ampi cortili. Di tale progetto tuttavia è stata costruita solamente la lunga barchessa a sinistra della villa, con capitelli dorici ma intercolumni tuscanici.
Il complesso è completato nel Seicento, quando i discendenti di Bonifacio adattano l'edificio al loro gusto e alle loro necessità, con l'addizione di un corpo edilizio sulla destra della villa che ne riprende le modanature delle finestre. In tale periodo vengono aggiunte anche le due statue poste ai lati della scalinata dell'ingresso principale, opere attribuite a Girolamo Albanese nel 1658. La villa è stata inserita nel 1996 nella lista dei patrimoni dell'umanità dell'UNESCO, con Vicenza e le ville palladiane del Veneto.

Pianta e prospetto di villa Pojana pubblicati ne I quattro libri dell'architettura di Palladio (1570)
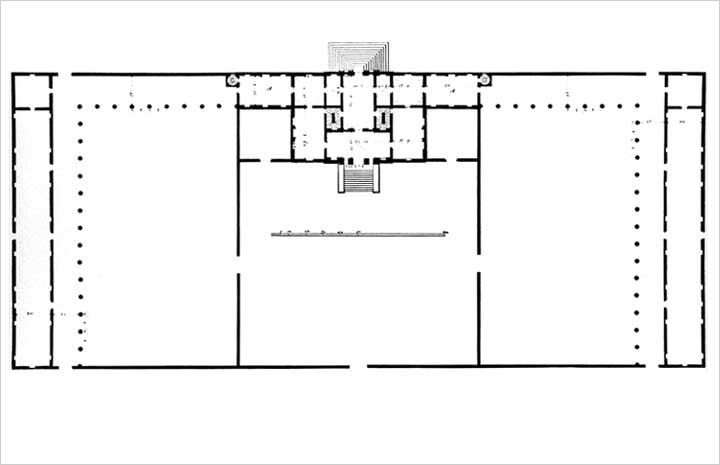
La pianta di progetto del complesso della villa (mai completato), come ricostruita da Ottavio Bertotti Scamozzi (1778)
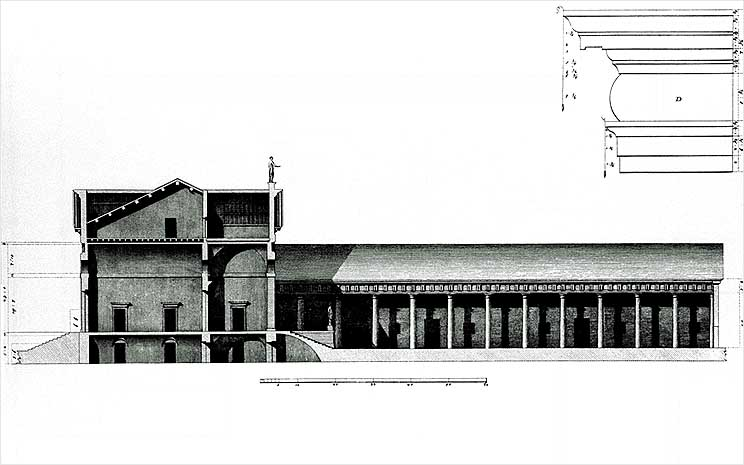
Sezione (Ottavio Bertotti Scamozzi, 1778)

## Descrizione

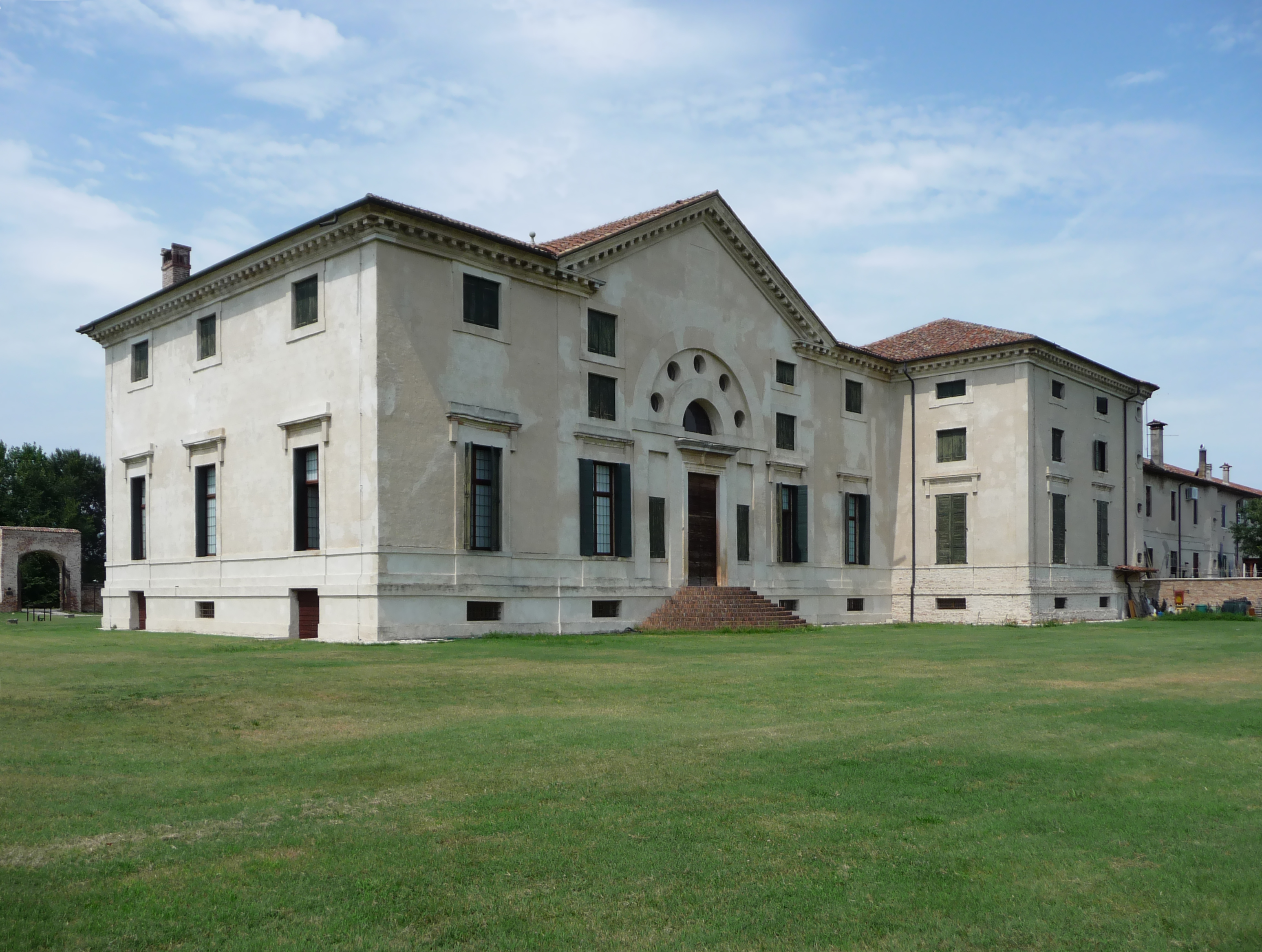
Vista posteriore della villa

La villa è rivolta verso la strada, ma se ne discosta; è posta all'interno di una profonda corte delimitata da mura in mattoni e fiancheggiata da giardini e campi. La villa si innalza su un basso basamento destinato agli ambienti di servizio (alloggi della servitù, cantine e magazzini per le derrate alimentari). Il piano principale, o piano nobile, è dominato da una grande sala rettangolare con volta a botte, ai cui lati si distribuiscono simmetricamente le sale minori coperte con volte sempre diverse. Nei piani superiori sono altri ambienti di servizio usati come magazzini di cereali e granaglie, più tardi anche per allevare bachi da seta.
Evidentemente la fonte di ispirazione palladiana sono gli ambienti termali antichi, scoperti durante il suo viaggio a Roma, anche per gli alzati: il cornicione, che in facciata disegna una sorta di timpano interrotto deriva dal recinto esterno delle terme di Diocleziano a Roma, così come la serliana, che pure risente di sperimentazioni bramantesche nella configurazione a doppia ghiera con cinque tondi.
Più in generale sembra che Palladio ricerchi la logica per così dire utilitaria dell'architettura termale antica, con un linguaggio straordinariamente sintetizzato nelle forme e astratto, quasi metafisico. In questa villa Andrea Palladio rinuncia quasi totalmente ai particolari decorativi: la facciata non è articolata in un loggiato o in un pronao sporgente, ma è chiusa, crea una architettura sobria, misurata, di grande armonia. Privo di capitelli e trabeazioni, l'ordine architettonico è appena accennato nell'articolazione essenziale delle basi dei pilastri. L'assenza di ordini e di parti in pietra lavorata (se non nei portali della loggia) deve avere assicurato una globale economicità nella realizzazione dell'opera, confermata dall'uso del mattone intonacato e del cotto sagomato, sul quale il recente restauro ha trovato traccia di policromie.

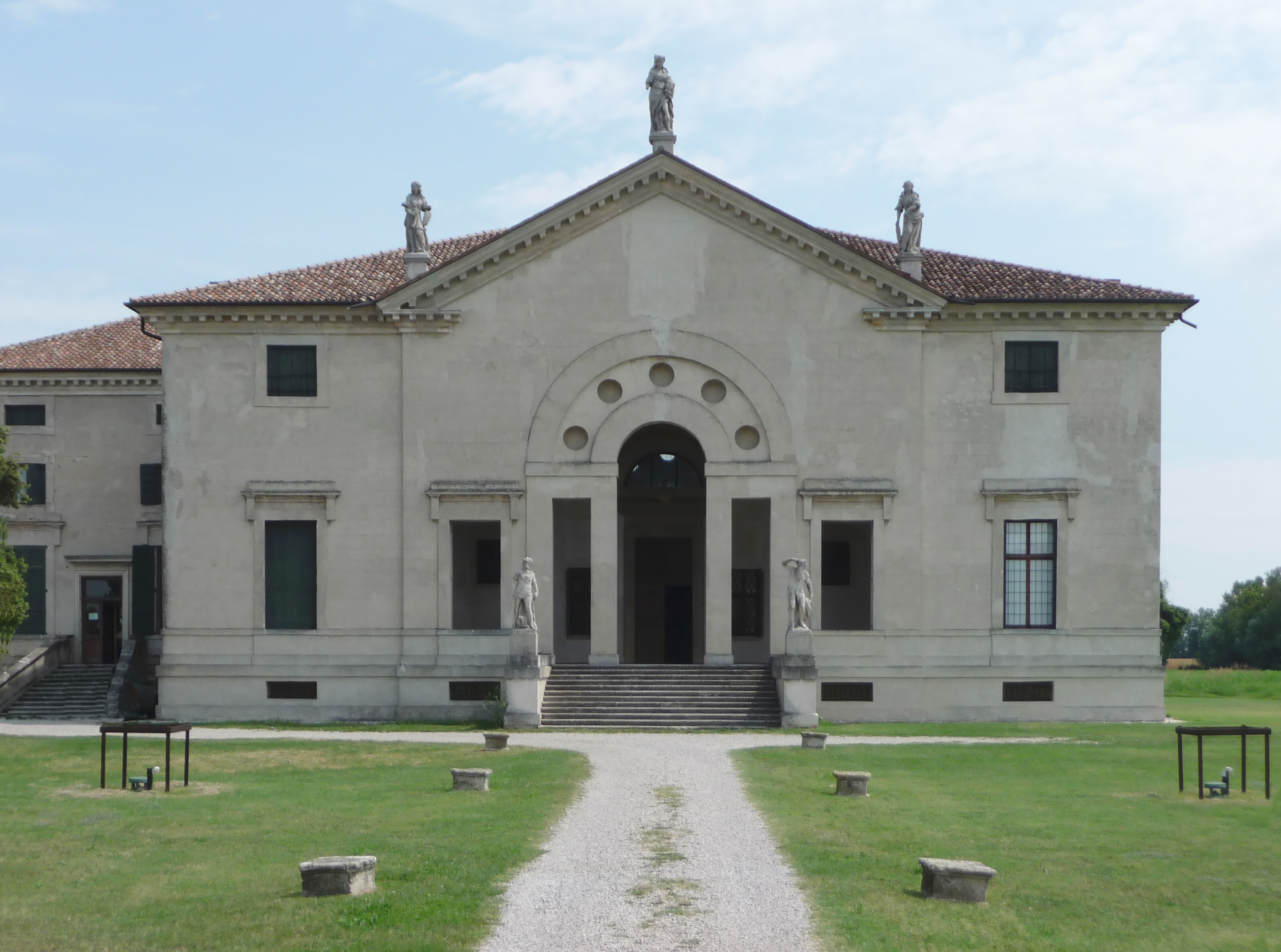
Facciata anteriore
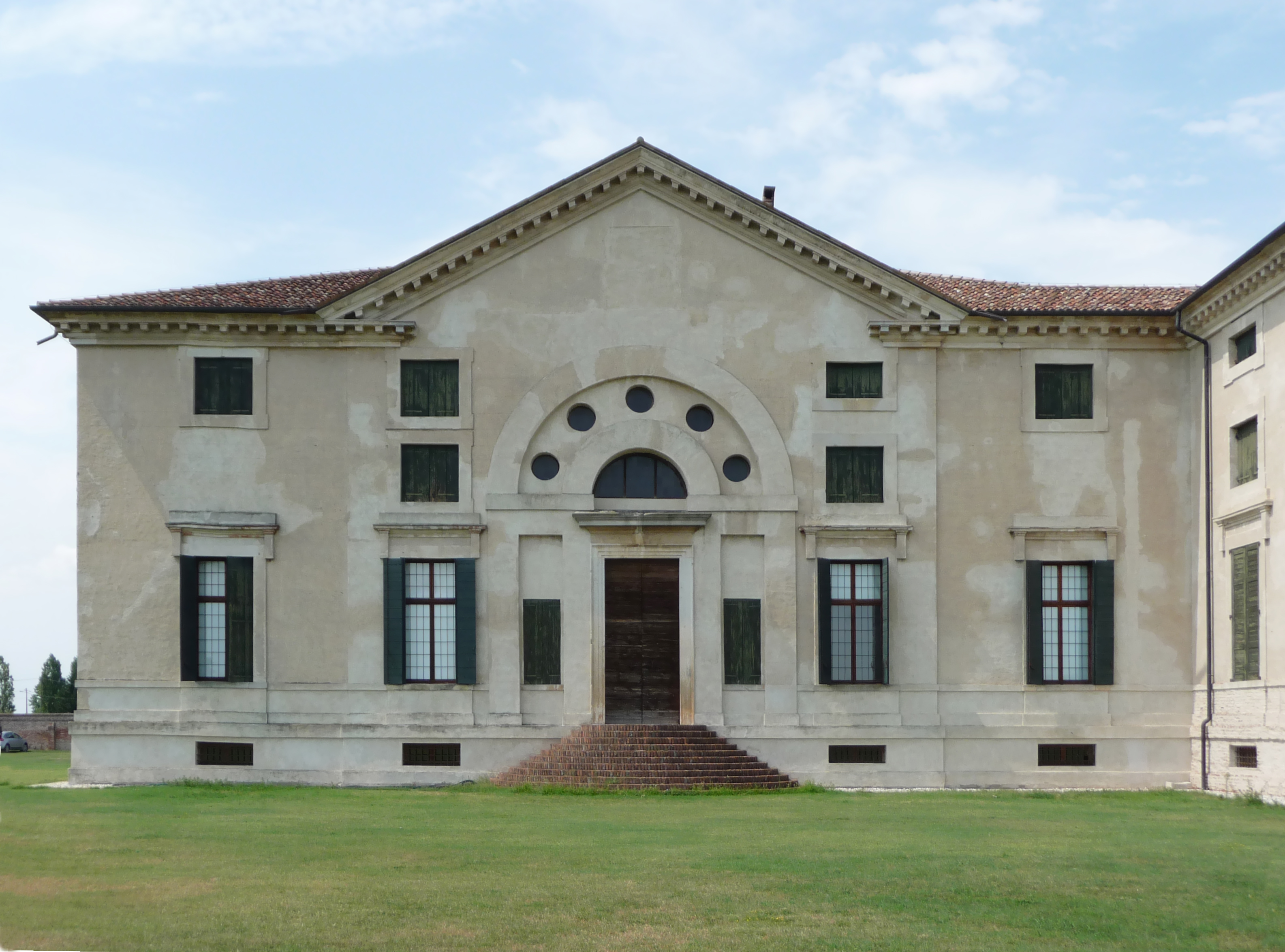
La facciata posteriore della villa riprende il motivo di quella principale
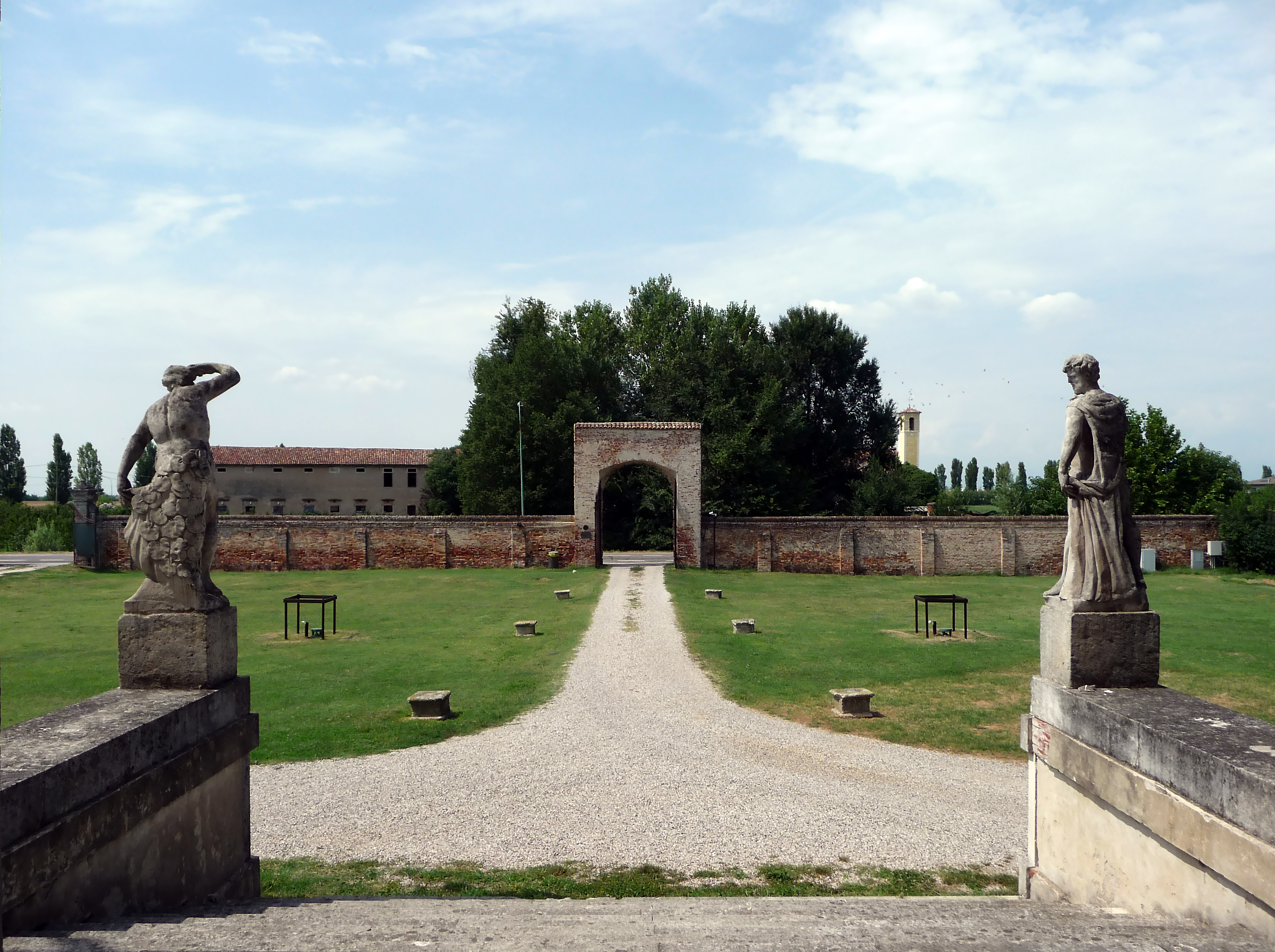
Il viale d'ingresso visto dall'atrio, con ai lati le statue di Nettuno (a sinistra) e Giove (a destra), attribuite a Girolamo Albanese (1658)

### Decorazione

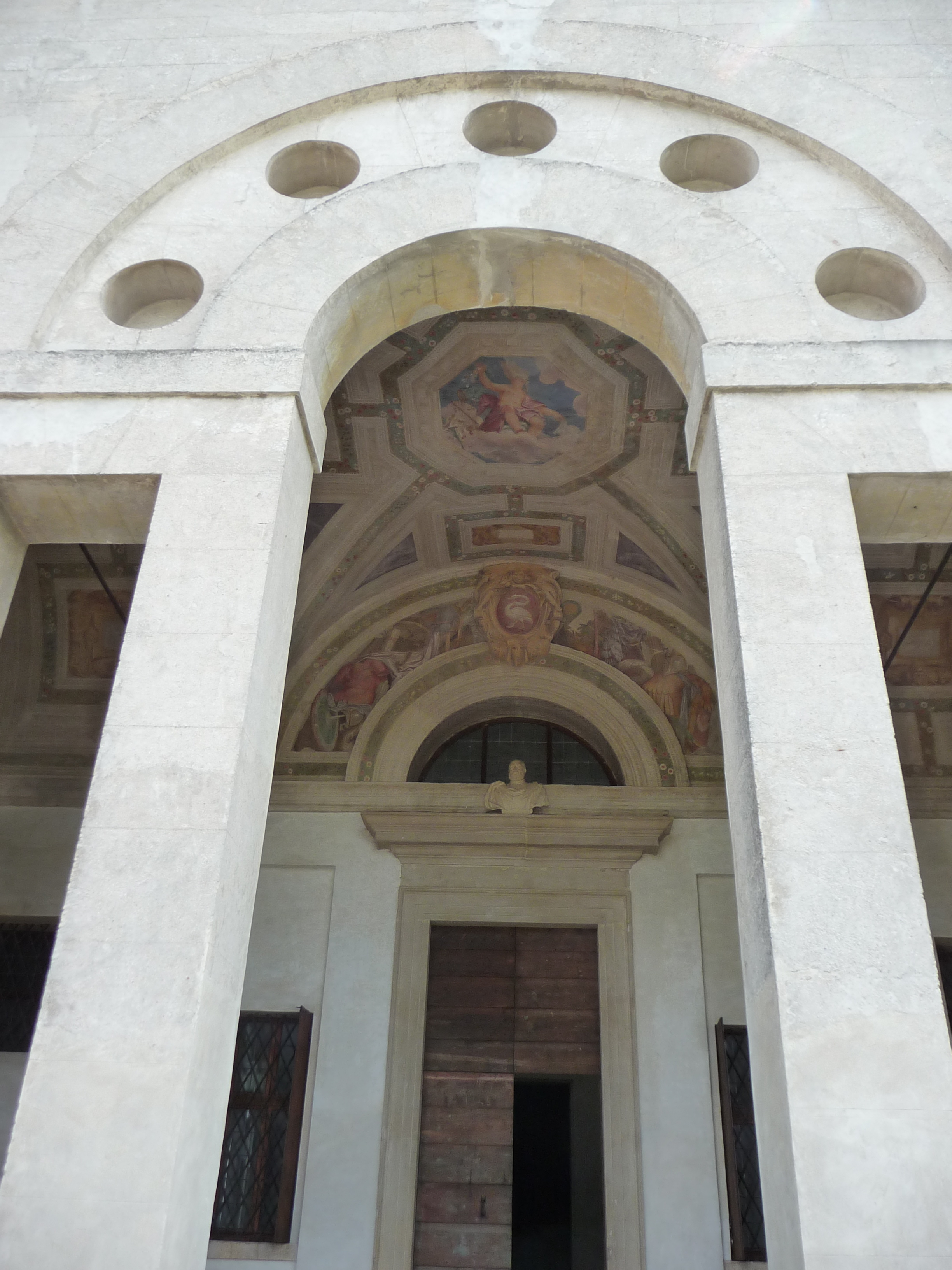
La serliana dell'atrio. Sopra l'ingresso il busto di Bonifacio Pojana, sormontato dallo stemma di famiglia, attorniato dai trofei militari. Nel soffitto l'allegoria della Fortuna.

Le statue della Pittura, Scultura e Architettura decorano il frontone della villa. 
È Palladio stesso a documentare la decorazione interna come opera di Bernardino India (pittore, affrescatore delle grottesche), Anselmo Canera (pittore, affrescatore del salone) e Bartolomeo Ridolfi (decoratore, responsabile degli stucchi e dei camini).
Nell'atrio esterno, eleganti cornici a stucco, i cui disegni floreali si intrecciano intorno a rilievi in trompe-l'œil, racchiudono monocrome di divinità fluviali, mentre scene allegoriche occupano le lunette.  Il busto di Bonifacio Pojana (forse opera di Ridolfi) guarda dall'alto in basso, sopra la porta dell'ingresso principale, e sopra di lui vi sono lo stemma e trofei militari della famiglia. Nel salone centrale compaiono sul soffitto un ovale centrale con gli dei dell'Olimpo, seduti su nuvole, mentre Giove è portato in alto dall'aquila al centro. Ai lati su due riquadri rettangolari compaiono le coppie di Bacco e Cerere (Autunno ed Estate)  e Mercurio e Proserpina (Inverno e Primavera), simboli delle 4 stagioni. Al centro del pavimento è collocato un elemento decorativo in pietra traforata a forma di stella. Altre decorazioni nella sala laterale raffigurano grottesche e scene pompeiane con gli sfondi e paesaggi pittoreschi disseminati di rovine e colonne spezzate, mentre figure monocrome di guerrieri fanno la guardia in nicchie in trompe-l'œil. Il soffitto dell'atrio, con l'allegoria della Fortuna, è attribuito a Giovanni Battista Zelotti.
Nella stanza d'angolo, forse dedicata alla musica,  il soffitto ha un riquadro centrale che raffigura il dio Apollo con la lira e la sorella Diana. Gli affreschi più significativi si possono trovare nella sala principale a destra dell'ingresso: chiamata salone dell'imperatore, raffigura ancora l'Olimpo sul soffitto e sulle pareti dentro nicchie le statue idealizzate di alcuni imperatori romani in armatura, tra cui si riconosce Tito. Intorno alle pareti scorrono scene di trionfi militari; l'affresco centrale, di fronte al camino, ritrae un sacrificio pagano: un gruppo di persone dei tempi classici, i cui membri sono vestiti di tuniche e toghe portano tori e si inginocchiano davanti a un altare, mentre il sacerdote o il pater familias spegne la fiaccola di guerra ai piedi della statua della Pace collocata sopra l'altare. Si tratta di una chiara allusione alla pace faticosamente raggiunto nel XVI secolo dopo la guerra della Lega di Cambrai, che ha consentito ai Veneziani di godere i piaceri della terraferma.

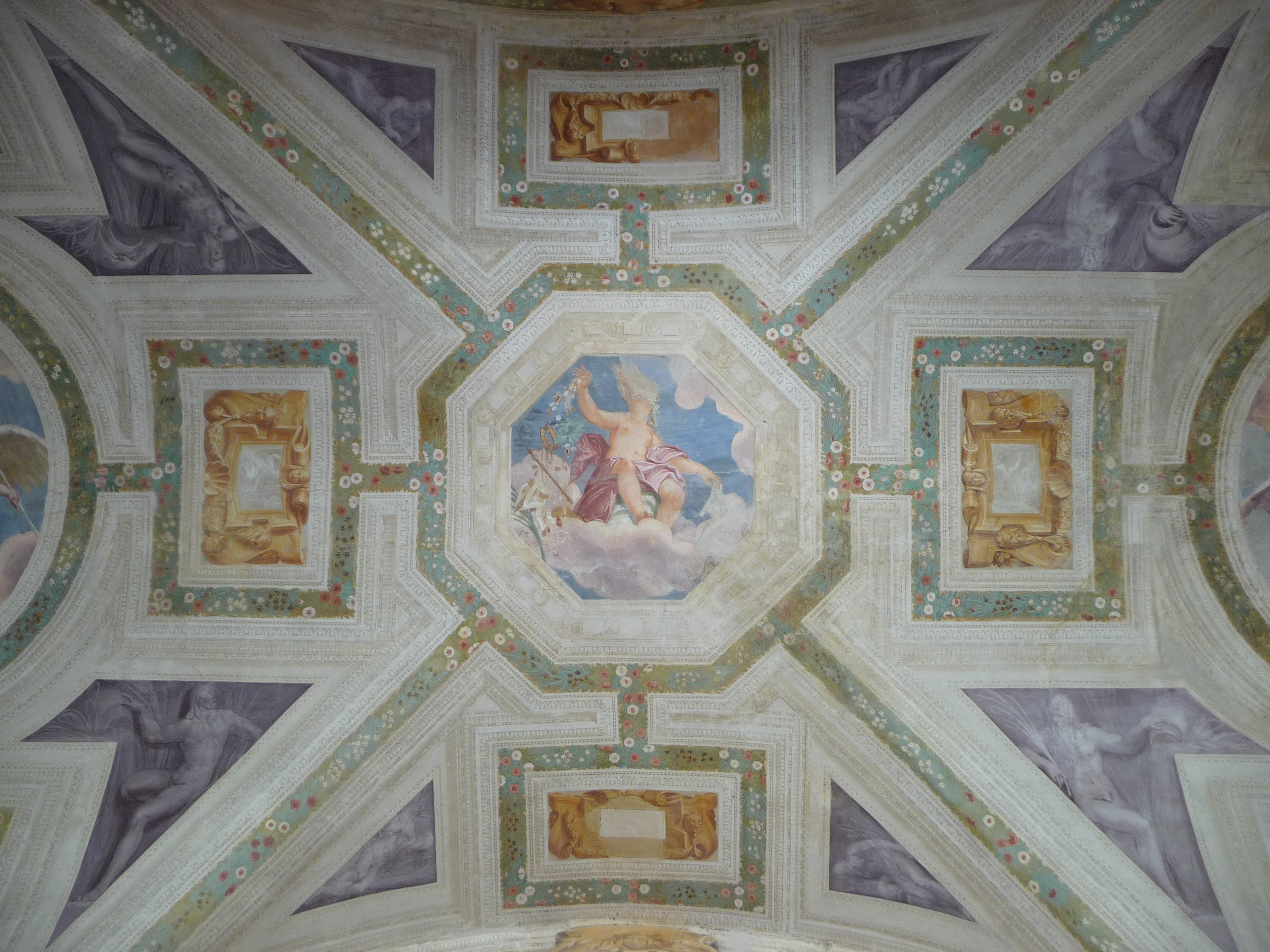
Affresco del soffitto dell'atrio, con l'allegoria della Fortuna, attribuita a Giovanni Battista Zelotti.
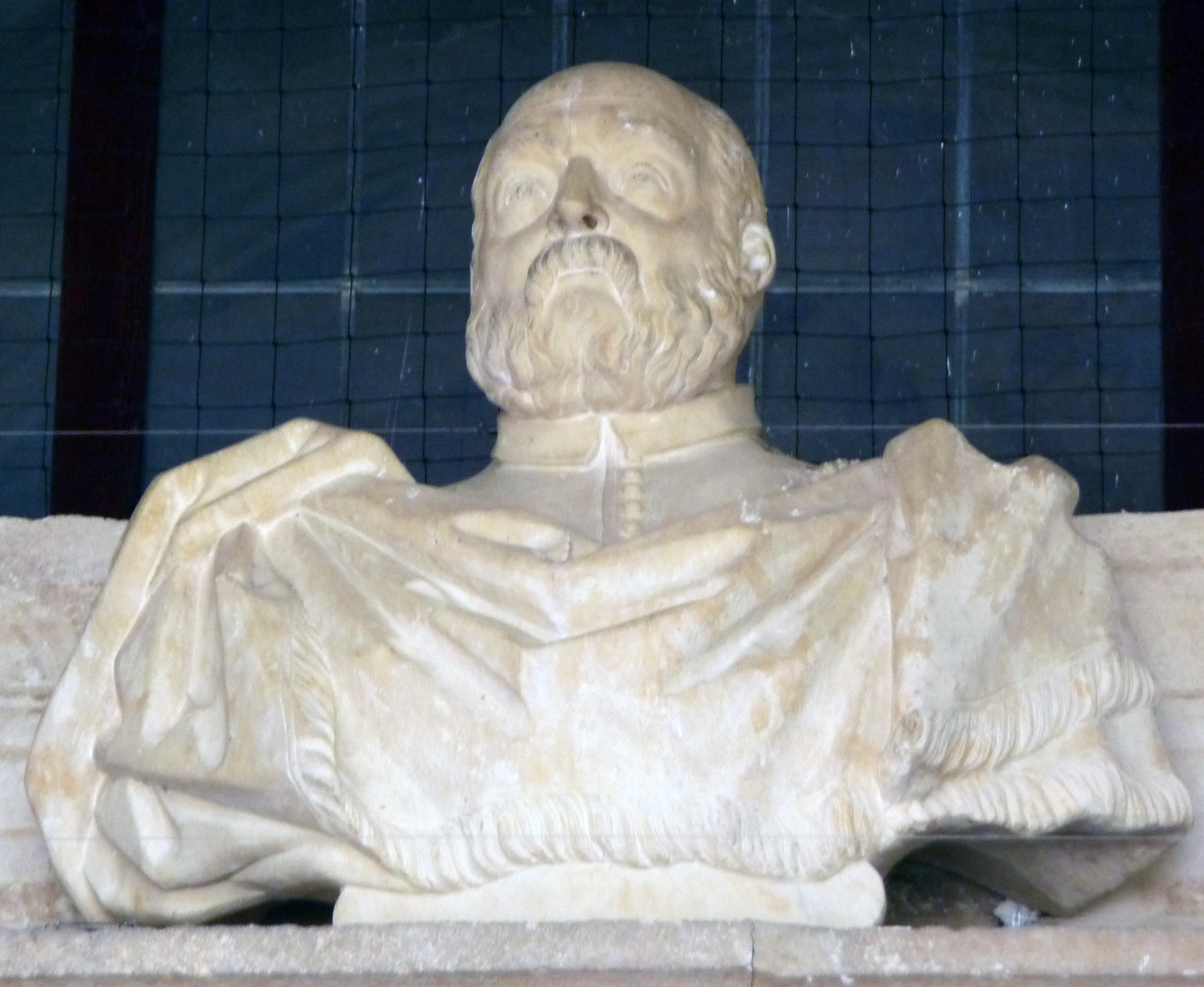
Il busto di Bonifacio Pojana, committente della villa, posto sopra la porta d'ingresso, forse opera di Bartolomeo Ridolfi, autore degli stucchi.
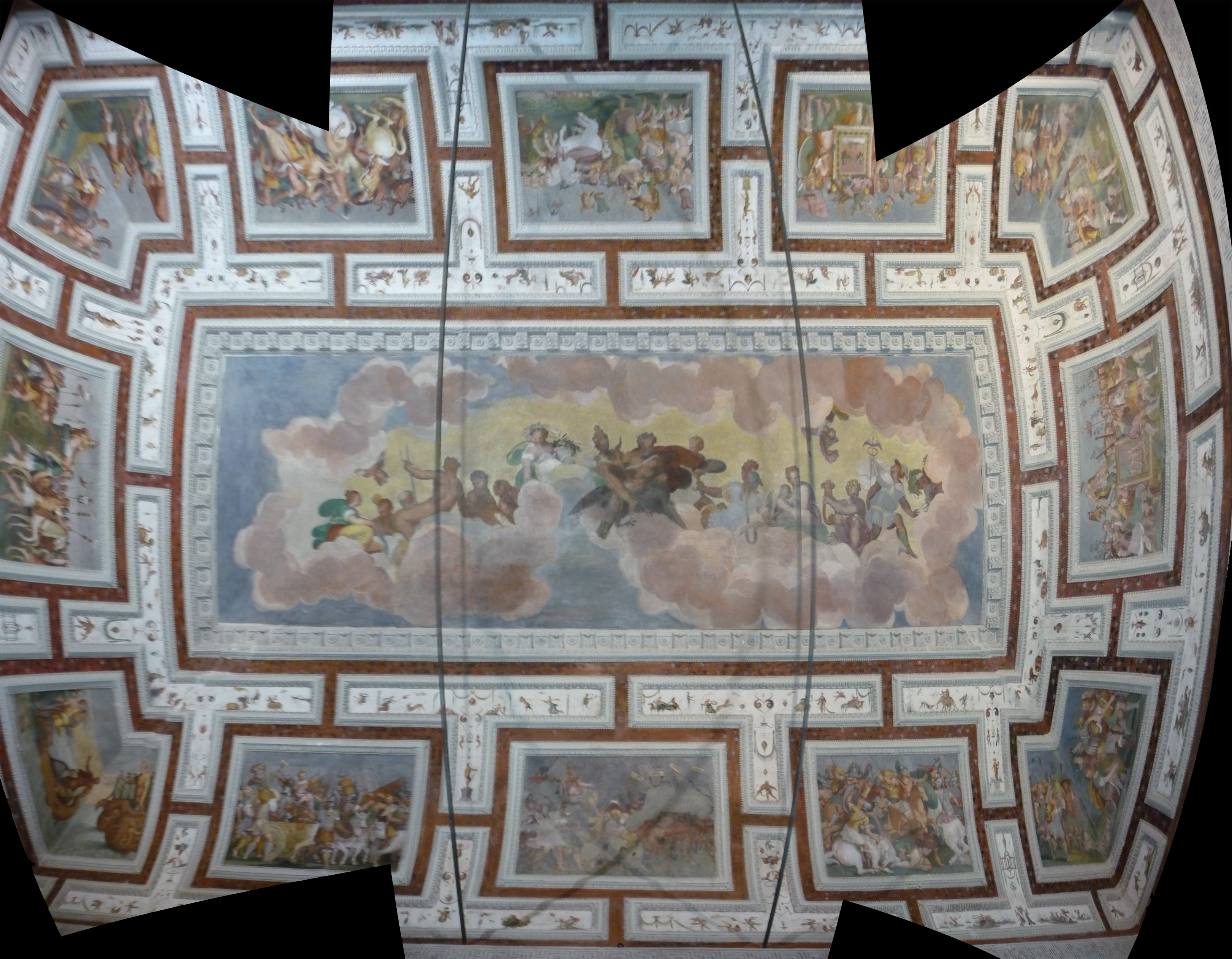
Le decorazioni del soffitto della sala degli Imperatori (affreschi di Anselmo Canera e per le grottesche Bernardino India)